# Clássico Comerário
Comerário é o maior clássico do futebol sul-matogrossense e um dos maiores clássicos da história do futebol do Centro-Oeste. É disputado entre o Esporte Clube Comercial e o Operário Futebol Clube, ambos sediados em Campo Grande, capital do estado. Até o dia 03 de Fevereiro de 2019 haviam sido disputados 190 jogos entre as duas equipes, com 71 vitórias do Operário, 51 vitórias do Comercial e 69 empates. Se tratando de finais entre Comercial e Operário, os dois clubes já se enfrentaram 12 vezes em decisões, sendo uma pelo Campeonato Mato-Grossense e onze vezes pelo Campeonato Sul-Mato-Grossense. O Operário venceu em oito oportunidades (1977, 1980, 1981, 1983, 1986, 1996 e 1997) e o Comercial venceu em quatro oportunidades (1982, 1985, 1987 e 1993).
As partidas entre os dois tradicionais clubes campo-grandenses são jogadas no Estádio Universitário Pedro Pedrossian, conhecido popularmente como Morenão, que nas décadas de 1970 e 1980 não ficavam vazios quando essas equipes se enfrentavam. O maior público já registrado ocorreu em 11 de Agosto de 1974, quando 23.267 pagantes assistiram uma partida válida pela "Taça Campo Grande".
Por conta de um período de inatividade e rebaixamento do Operário, que passava por dificuldades financeiras, o Clássico acabou não acontecendo entre os anos de 2011 e 2015.
Com o retorno do Operário à série A do Campeonato Sul-Mato-Grossense de Futebol, o Clássico voltou a ser disputado no dia 28 de fevereiro de 2016 no Estádio Jacques da Luz, terminando empatado em 1 a 1.
Em 2019 o clássico completou 190 jogos.